# Liste des aéroports au Sénégal
Voici une liste des aéroports au Sénégal, triés par emplacement.

## Carte
| \| 50 km1:10 137 000 \| Saint-Louis · XLS Ziguinchor Dakar · DKR Dakar · DSS Kolda Cap Skirring Kédougou Tambacounda Linguère Kaolack |
| 50 km1:10 137 000 |

## Liste
Les aéroports dont le nom est en gras possèdent un service aérien commercial régulier.
| Ville desservie | Région      | Code OACI | Code IATA | Nom                                          | Coordonnées                  |
| --------------- | ----------- | --------- | --------- | -------------------------------------------- | ---------------------------- |
| Bakel           | Tambacounda | GOTB      | BXE       | Aérodrome de Bakel                           | 14° 50′ 50″ N, 12° 28′ 05″ O |
| Cap Skirring    | Ziguinchor  | GOGS      | CSK       | Aéroport international de Cap Skirring       | 12° 24′ 36″ N, 16° 44′ 46″ O |
| Dakar           | Dakar       | GOOY      | DKR       | Aéroport international Léopold-Sédar-Senghor | 14° 44′ 22″ N, 17° 29′ 24″ O |
| Dakar           | Thiès       | GOBD      | DSS       | Aéroport international Blaise-Diagne         | 14° 40′ 16″ N, 17° 04′ 01″ O |
| Dodji           | Louga       | GO66      |           | Aérodrome de Dodji                           | 15° 32′ 38″ N, 14° 57′ 30″ O |
| Kaolack         | Kaolack     | GOOK      | KLC       | Aérodrome de Kaolack                         | 14° 08′ 48″ N, 16° 03′ 04″ O |
| Kédougou        | Kédougou    | GOTK      | KGG       | Aérodrome de Kédougou                        | 12° 34′ 20″ N, 12° 13′ 13″ O |
| Kolda           | Kolda       | GODK      | KDA       | Aérodrome de Kolda North                     | 12° 53′ 54″ N, 14° 58′ 05″ O |
| Linguère        | Louga       | GOOG      |           | Aérodrome de Linguère                        | 15° 24′ 00″ N, 15° 05′ 02″ O |
| Matam           | Matam       | GOSM      | MAX       | Aérodrome d'Ourossogui                       | 15° 35′ 37″ N, 13° 19′ 22″ O |
| Niokolo-Koba    |             |           | NIK       | Aérodrome du Niokolo-Koba                    | 13° 03′ 09″ N, 12° 43′ 38″ O |
| Podor           | Saint-Louis | GOSP      | POD       | Aérodrome de Podor                           | 16° 40′ 41″ N, 14° 57′ 54″ O |
| Richard Toll    | Saint-Louis | GOSR      | RDT       | Aérodrome de Richard-Toll                    | 16° 26′ 15″ N, 15° 39′ 26″ O |
| Saint-Louis     | Saint-Louis | GOSS      | XLS       | Aéroport de Saint-Louis                      | 16° 03′ 03″ N, 16° 27′ 47″ O |
| Simenti         | Tambacounda | GOTS      | SMY       | Aérodrome de Simenti                         | 13° 02′ 48″ N, 13° 17′ 41″ O |
| Tambacounda     | Tambacounda | GOTT      | TUD       | Aérodrome de Tambacounda                     | 13° 44′ 12″ N, 13° 39′ 11″ O |
| Ziguinchor      | Ziguinchor  | GOGG      | ZIG       | Aéroport de Ziguinchor                       | 12° 33′ 20″ N, 16° 16′ 54″ O |